# 구문소
구문소(求門沼)는 대한민국 강원특별자치도 태백시 동점동 황지천 하구에 있는 소이다. 황지천은 낙동강의 상류인 철암천에 합류된다. 조선 누층군 막골층의 카르스트 지형으로 이루어진 이곳은 전기고생대의 지질을 볼 수 있다. 역사적 문헌을 살펴보면 《세종실록 지리지》에 '천천'(穿川)으로 기록되어 있다. 태백 구문소 전기고생대 지층 및 하식지형은 대한민국의 천연기념물로 지정되어 보호되고 있다. 구문소 수중지형 수심 및 서식어종 관찰 결과 고도는 600 m, 수심 18.2 m, 암반과 자갈로 퇴적된 바닥에 서식어종은 메기, 송어, 꺽지 등이 관찰되었다.

## 개요
구문소 계곡 지역은 전기 고생대 5억년 조선 누층군 중 오르도비스기 분포지역으로서, 특히 막골층과 직운산층의 분포지역이다. 막골층의 다양한 석회암과 돌로스톤 등에 여러 가지 고환경을 유추하게 하는 지질구조와 퇴적구조가 잘 보존되어 있고, 유수에 의한 침식지형(자연 동굴, 사행천 등)이 주변 자연경관과 잘 어우러져 노출되어 있어서 익히 알려져 있는 바와 같이 “고환경 및 침식 지형＂으로 천연기념물 제417호로 지정되어 있는 곳이다.
구문소는 강물이 산을 뚫고 지나가며 큰 돌문을 만들고 그 아래 깊은 물웅동이가 생겼다는 뜻의 '구무소'를 한자로 적은 것으로 '구무'는 옛말로 구멍이나 굴을 뜻하고 '소'는 한자로 물웅덩이를 뜻한다.강이 산을 뚫고 흐른다고 해서 '뚜루내'라고도 한다. 구문소는 황지천과 철암천이 만나는 곳이다. 황지천과 철암천의 두 물길이 원래 지하에 있던 동굴과 만나 점차 동굴을 넓혔고, 지상에도 동굴 모양의 지형을 만들었다. 구문소의 독특한 지형을 보면 5억 년 전 한반도 지형이 어떻게 만들어졌는지 알 수 있다. 바다 환경에서 만들어진 석회암층에 나타난 다양한 퇴적 구조와 삼엽충 등 옛 생물의 화석이 잘 보존되어 있어 지질 과학 체험 현장으로서의 가치가 높다.
- 五福洞天子開門 오복동천자개문 - 1988 김강자 새김

문득 태백에 탄광시대가 도래한 일제강점기 궁벽한 산중에 석탄이 발견되고 무주공산 삼도공허지지였던 태백에 사람들이 몰려들었다. 오복을 찾는 무리들이 마을을 만들었고 검은 오복동시대는 영원무궁할 것 같았다. 1988년 12월21일 그 오복동문이 닫혔다. 에너지합리화정책이 전격시행 되었고 잿빛만 남은 오복동은 사라졌다. 과연 영영 사라졌는가? 태백을 방문하면 철암역, 황지, 상장동을 가보라 그추억이 고스란히 부활했다. 사람들은 이곳 자시에 열리는 문 오복동입구에 세겨두었다.
- 용의전설 Legend of the Dragon

강원도 맑은 냇가인 황지천과 철암천 두강가에 백룡과 청룡이 살면서 낙동강의 영역싸움을 위해 다투었고 쉽게 승부가 나지 않았다. 황지천의 백룡이 꾀를 내어 두강을 가로막는 이산석벽을 뚫어 기습을 하여 청룡을 이기고 하늘로 승천했다는 구멍이다.
The white dragon and the blue dragon were fighting for territory in the rivers of the two regions, and the white dragon devised a trick and made a sudden attack through the mountains.

## 구하도 지형

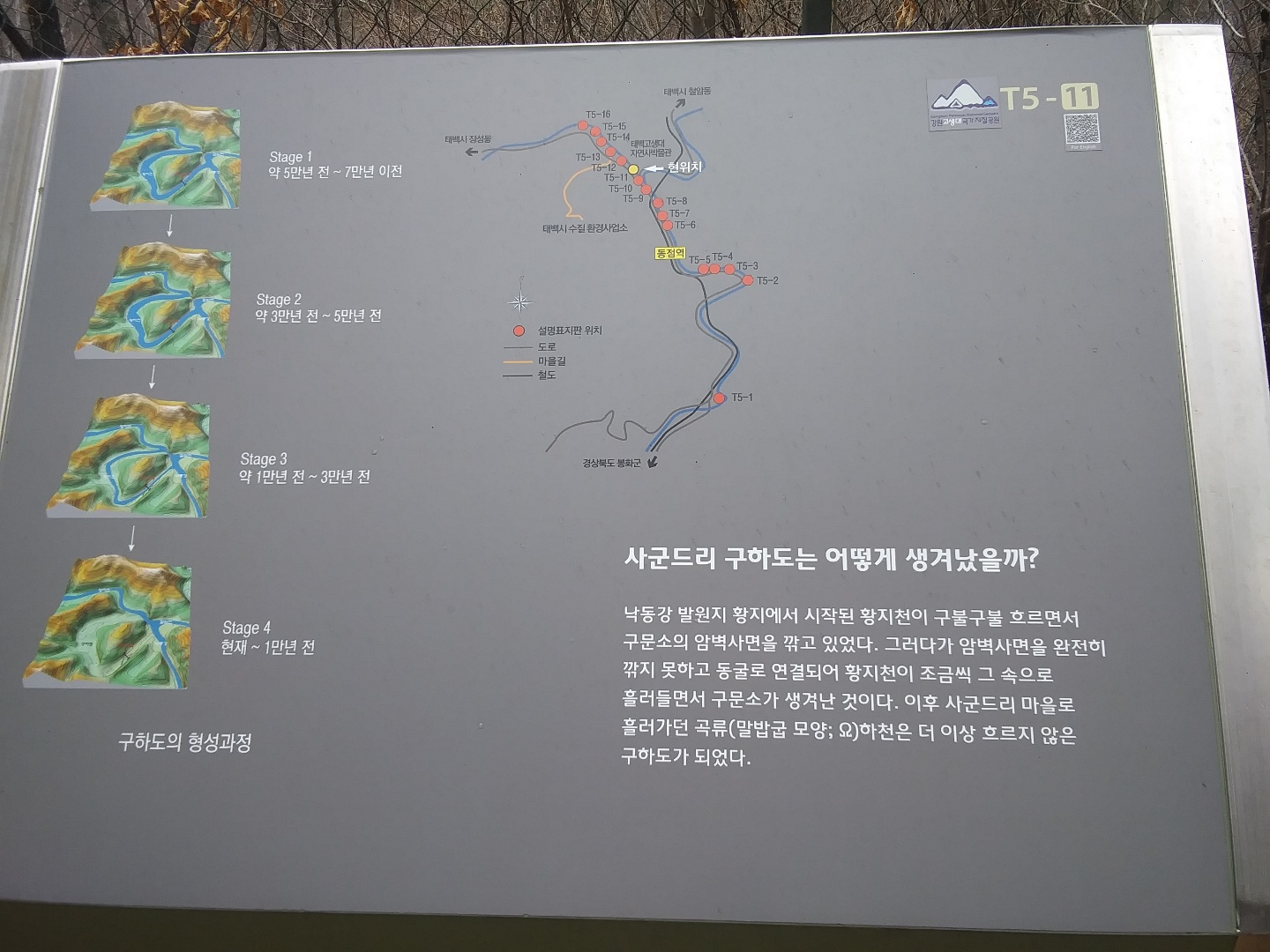
구문소 구하도 안내 표지판

감입 곡류 하천 황지천은 신생대 제4기 이후 그림과 같이 조선 누층군 막골층의 암벽 사면을 침식하고 있었다. 그러다가 마침내 동굴이 생성되고 바로 연결되어 구문소가 생겨난 것이다. 동시에 서쪽의 사군드리 마을로 흐르던 하천은 단절되어 더 이상 물이 흐르지 않는 구하도로 남게 되었다.

## 같이 보기
- 조선 누층군
  - 막골층
  - 직운산층
- 태백시의 지질
- 태백 장성 전기고생대 화석 산지
- 구문소동